# Brachylomia obscura
Brachylomia obscura är en fjärilsart som beskrevs av Otto Staudinger 1871. Brachylomia obscura ingår i släktet Brachylomia och familjen nattflyn. Inga underarter finns listade i Catalogue of Life.